# Epipompilus insularis
Epipompilus insularis är en stekelart som beskrevs av Kohl 1884. Epipompilus insularis ingår i släktet Epipompilus och familjen vägsteklar. Inga underarter finns listade i Catalogue of Life.